# Messio Febo Severo
Flavio Messio Febo Severo (latino: Flavius Messius Phoebus Severus; fl. 469–470) è stato un politico e filosofo romano dell'Impero romano d'Occidente.

## Biografia
Romano d'origine, Severo fu discepolo del filosofo platonico Proclo presso la sua scuola ad Alessandria d'Egitto; dello stesso circolo pagano di discepoli facevano parte Pamprepio (ispiratore della rivolta di Illo), Marcellino (comandante militare semi-indipendente in Illiria), Antemio (console e imperatore d'Occidente) e Puseo (Prefetto del pretorio in Oriente e console).
Nel 467/469 ritornò a Roma, dove, per volere dell'imperatore Antemio, suo condiscepolo, fu eletto console per il 470, praefectus urbi e patricius. Secondo Damascio, Severo e Antemio avevano un piano segreto per restaurare il culto pagano. Durante la sua magistratura, restaurò parti del Colosseo.